# Evangelische Pfarrkirche Traiskirchen

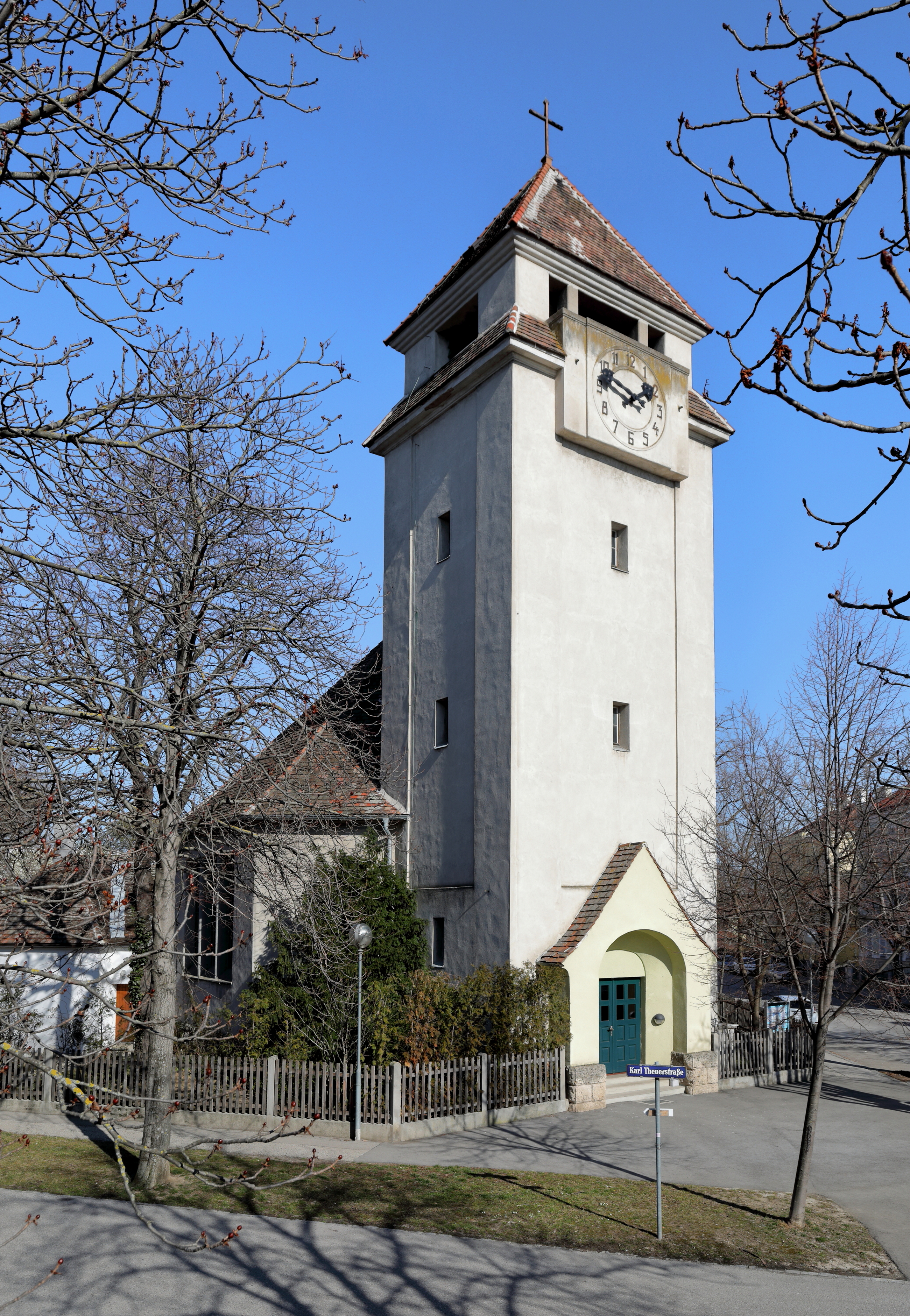
Evangelische Pfarrkirche Traiskirchen

Die Evangelische Pfarrkirche steht in der Karl-Theuer-Straße in der Ortschaft Traiskirchen im Bezirk Baden in Niederösterreich. Sie gehört der Evangelischen Superintendentur A. B. Niederösterreich an.

## Geschichte
Die Anfänge der evangelischen Gemeinde in Traiskirchen liegen um die Wende zum 20. Jahrhundert. Nachdem 1894 in Baden eine evangelische Pfarrei gegründet worden war, wurde 1901 in einem Gasthof in Traiskirchen der erste evangelische Gottesdienst seit der Gegenreformation gefeiert. Schon 1904 konstituierte sich ein Kirchbauverein, und bereits im Jahre 1913 konnte nach den Plänen des Wiener Architekturbüros Siegfried Theiss & Hans Jaksch der Kirchenbau begonnen und noch in demselben Jahr durch Pfarrer Robert Fronius, an den eine Gedenktafel im Eingangsbereich der Kirche erinnert, geweiht werden.

## Architektur
Der 1913 in der konservativ-modernen Formensprache der Heimatschutzarchitektur errichtete Kirchenbau stellt einen gestreckten oktogonalen Zentralbau mit polygonaler Apsis und vorgesetztem monumentalem Turmbau mit gestuftem Pyramidendach dar. Im Innern ist der Kirchenraum in den Dachstuhl erweitert. Emporenbrüstung und -pfeiler sind mit reichem Schnitzdekor von Jakob Löro und Straczynsky ausgestattet. Der Balken über dem Altarraum trägt das Zitat Ich bin der Weg und die Wahrheit und das Leben (Joh 14,6 ) als theologischer Verweis auf die bleibende Lebensgemeinschaft mit Gott. Die Kirche besitzt noch ihre originale ornamentale Verglasung.
Die Orgel von 1988 errichtete Wolfgang Bodem. 